# Opius tersus
Opius tersus är en stekelart som först beskrevs av Forster 1862.  Opius tersus ingår i släktet Opius och familjen bracksteklar. Inga underarter finns listade i Catalogue of Life.